# Aurora (1876)
SY Aurora – barkentyna parowa, która początkowo służyła jako statek do połowu fok i wielorybów, w latach 1911–1914 jako statek ekspedycji naukowo-badawczej na Antarktykę pod kierownictwem Douglasa Mawsona (1882–1958) – Australijsko-azjatyckiej Wyprawy Antarktycznej (ang. Australasian Antarctic Expedition), a w latach 1914–1916 obok „Endurance” jako statek Imperialnej Wyprawy Transantarktycznej pod kierownictwem Ernesta Shackletona (1874–1922); pierwszy statek przewożący przesyłki pocztowe między Australią a Antarktydą.

## Historia
Jacht parowy „Aurora” został zbudowany w stoczni Alexander Stephen and Sons w Dundee w Szkocji i oddany do eksploatacji w 1876 roku . Jednostka o wymiarach 165 stóp długości i 30 stóp szerokości miała tonaż 380 GRT . Początkowo służyła jako statek do połowu fok i wielorybów w przedsiębiorstwie Dundee Seal and Whale Fishing Company , pływając po północnym Atlantyku . 
W 1884 roku brała udział w poszukiwaniu członków amerykańskiej ekspedycji arktycznej, która utknęła na Wyspie Ellesmere’a . 

### Australijsko-azjatycka Wyprawa Antarktyczna (1911–1914)
W latach 1911–1914 Douglas Mawson (1882–1958) poprowadził wyprawę naukowo-badawczą na Antarktykę. Zadanie znalezienia odpowiedniego statku dla transportu ludzi i zapasów Mawson powierzył kapitanowi Johnowi Kingowi Davisowi (1884–1967), który zakupił „Aurorę” za 6 tys. funtów od firmy wielorybniczej Bowering Brothers . W czerwcu 1911 roku „Aurora” została przyprowadzona z Nowej Fundlandii do Londynu, gdzie przeszła całkowity remont – m.in. wstawiono nowy przedni maszt i wymieniono olinowanie, powstał nowy mostek, zmodernizowano system sterowania i zamontowano nową śrubę napędową, dodano dwa laboratoria, przemalowano kadłub . W ramach ekspedycji Mawsona statek odbył trzy rejsy antarktyczne i dwa subantarktyczne  . 

### Imperialna Wyprawa Transantarktyczna (1914–1916)
W 1914 roku statek zakupił Ernest Shackleton (1874–1922) dla wsparcia swojej wyprawy przejścia Antarktydy od Morza Weddella do Morza Rossa . Statek miał zawieść grupę wsparcia i zaopatrzenie na Morze Rossa (ang. Ross Sea party) . Grupa wypłynęła z portu Hobart na Tasmanii 24 grudnia 1914 roku. Następnego dnia dotarła do Macquarie Island, gdzie znajdowała się stacja meteorologiczna założona przez wyprawę Mawsona, dla której „Aurora” dostarczyła zapasy. 15 stycznia 1915 roku wyprawa dotarła do McMurdo Sound. „Aurora” została zacumowana na zimę, lecz liny zabezpieczające jednostkę uległy zerwaniu . 6 maja statek wraz z zapasami został zepchnięty na szerokie wody, gdzie wkrótce utknął w paku lodowym, tracąc ster. Grupa dziesięciu uczestników wyprawy utknęła na zimę na przylądku Cape Evans. Bez szans na uwolnienie się statek dryfował przez zimę w lodzie Morza Rossa. Dopiero w marcu 1916 roku lód ustąpił i „Aurora” udała się do Nowej Zelandii, gdzie w Port Chalmers został przeprowadzony jej gruntowny remont . Statek wraz z Shackletonem powrócił w styczniu 1917 roku zabierając ocalałych do Wellington w Nowej Zelandii.

### Ostatni rejs
W Wellington Shackleton sprzedał statek amerykańskiej firmie WR Grace and Co.  „Aurora” została załadowana węglem w Newcastle, skąd 18 kwietnia 1917 roku wyruszyła do Iquique w Chile . Po trzech dniach zaczęła mocno przeciekać i zawróciła do Sydney, gdzie przeprowadzono prace naprawcze . Następnie ponownie udała się do Newcastle i 20 czerwca wypłynęła z nowym ładunkiem węgla w kierunku Chile . Do celu nigdy nie dotarła . Najprawdopodobniej zatonęła wraz z całą załogą podczas sztormu . Sześć miesięcy później znaleziono jej koło ratunkowe .

### Statek pocztowy

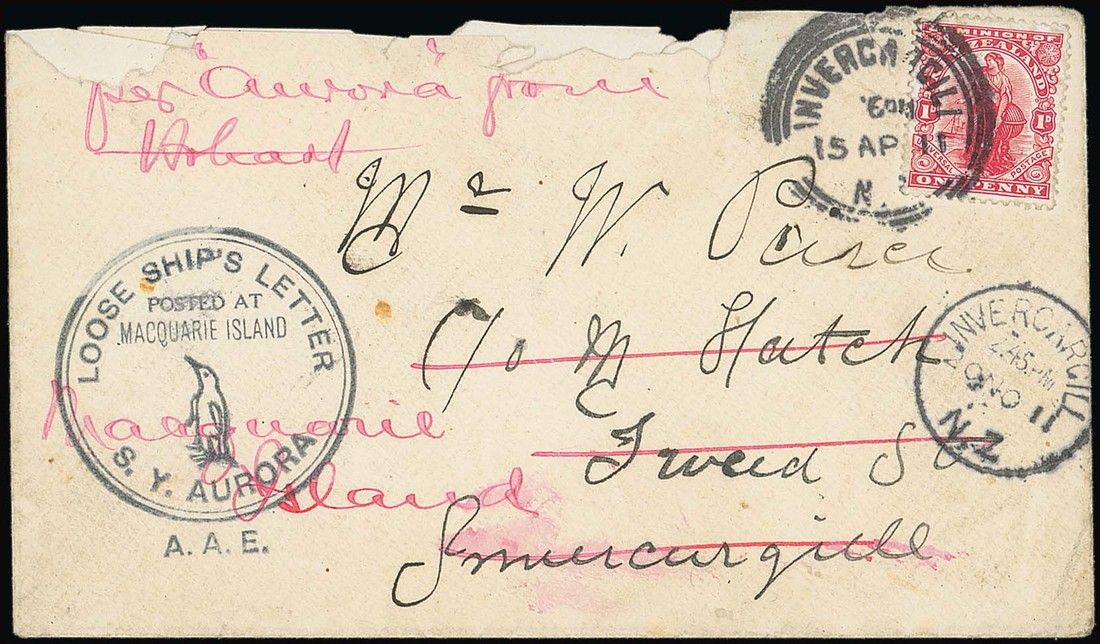
Kartka z 1911 roku wysłana z Antarktydy ze stemplem S.Y. Aurora

„Aurora” była pierwszym statkiem przewożącym przesyłki pocztowe między Australią a Antarktydą . Listy członków ekspedycji stemplowano specjalnie zaprojektowanymi stemplami – oba przedstawiały wizerunek pingwina, który w wersji pierwszej otaczały „Loose Ships Letter / S.Y. Aurora”, „Posted at / Macquarie Island” lub „Posted in / Antarctica” a w wersji drugiej  „A.A.E.”, „Loose Ship’s Letter” . 

## Dane taktyczno-techniczne
„Aurora” była trójmasztowym jachtem (barkentyna)  o wymiarach 50 m × 9,3 m × 5,7 m . Jej pojemność rejestrowa brutto wynosiła 380 RT .

## Upamiętnienie
Statek został upamiętniony w nazwach obiektów geograficznych na Antarktydzie:
- Aurora Subglacial Basin – basen subglacjalny na zachód i południe od Dome C[10]
- Aurora Heights – szczyt na północnej stronie lodowca Argosy Glacier w Miller Range[11]
- Mount Aurora – najwyższy szczyt Black Island (1040 m) w Ross Archipelago[12]
- Aurora Peak – wzniesienie (533 m n.p.m.) ok. 7 km na południowy zachód od Mount Murchison na  Ziemi Jerzego V[13]
- Aurora Glacier – lodowiec na Wyspie Rossa[14]